# 크리반봉

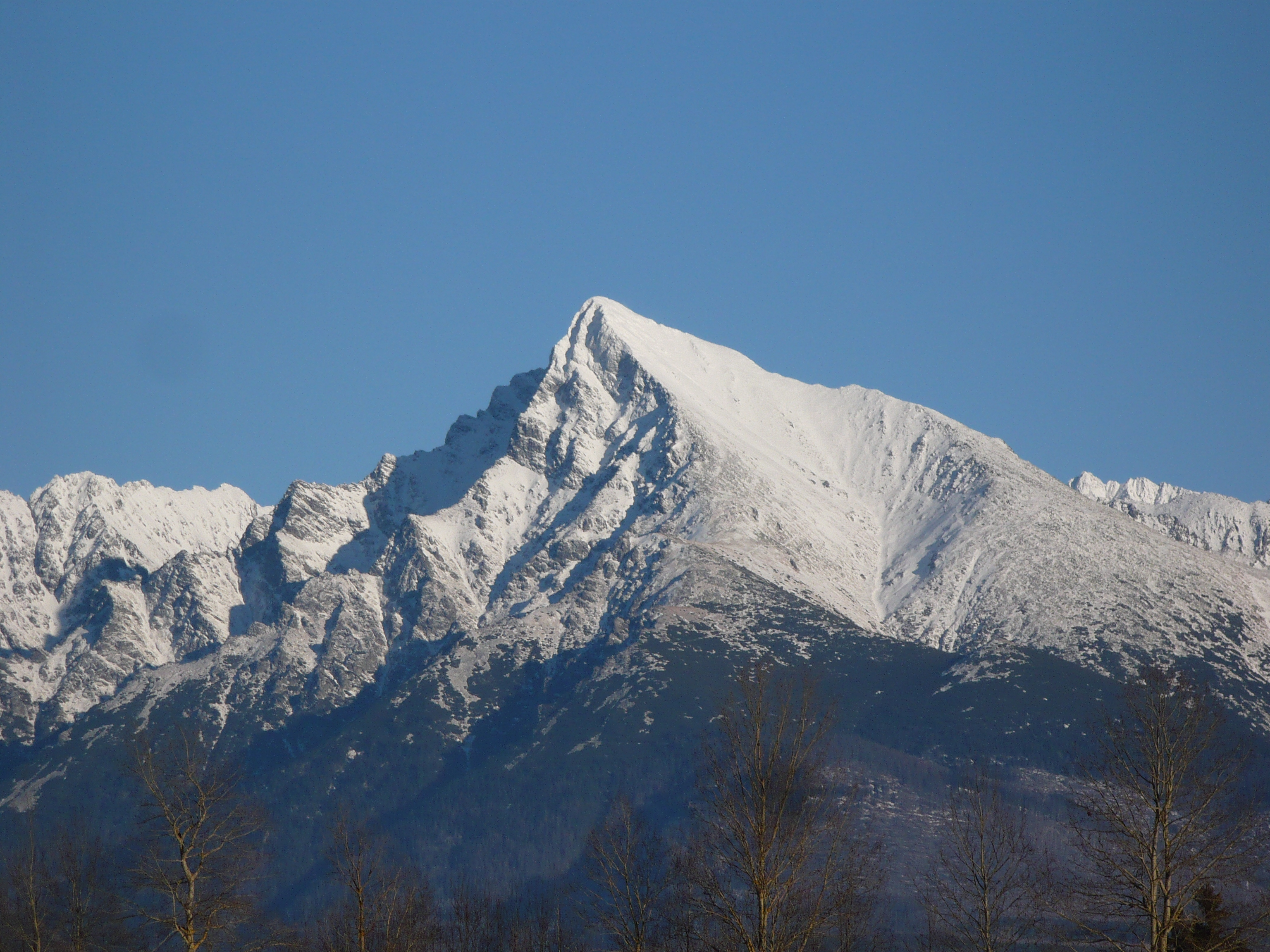
크리반봉

크리반봉(슬로바키아어: Kriváň)은 슬로바키아 프레쇼우주에 위치한 산이다. 높이는 2,495m이며 고타트리산맥의 일부를 형성한다. 산 이름은 슬로바키아어로 "모나다", "각지다"를 뜻한다. 슬로바키아에서 아름다운 산봉우리 가운데 하나로 여겨지고 있으며 고타트리 산맥 서부를 도보로 등반하는 여행가들 사이에서 인기 높은 곳으로 여겨지고 있다.
1773년 8월 4일 스피슈스카노바베스(Spišská Nová Ves)에서 루터교 사제를 역임하고 있던 안드레아스 요나스 치르베스(Andreas Jonas Czirbes)가 최초로 크리반봉을 등반했으며 1840년에는 작센 왕국의 프리드리히 아우구스트 2세(Friedrich August II) 국왕이 크리반봉을 등반했다.
1841년에는 류도비트 슈투르(Ľudovít Štúr)가 크리반봉 등정에 관한 문학 작품을 집필했다. 19세기에 제작된 문학 작품, 미술 작품 등에서 슬로바키아 민족의 상징으로 여겨졌다. 1955년부터는 포프라트 당국이 매년 8월 말에 1944년 슬로바키아 민족 봉기 기념 행사를 주최하고 있다. 2005년에는 슬로바키아의 1, 2, 5유로센트 주화 디자인 소재로 채택되었다.